# Лопот (герб)
Лопот (Боронич, пол. Abszlang, Bronic, Jelec, Łopot) — шляхетський герб русько-литовського чи чеського походження.

## Опис
У червоному полі дві перехрещені навскіс золоті гарди. Над шоломом три страусових пера. 

## Роди
Bortnowski, Bykowski, Dubicki, Hołyński, Łopata, Łopatyński, Łopetko, Łopot, Machwed, Ostałowski, Ptaszewicz, Silicz, Tudorowski, Wytyza.

## Видатні представники

Герб Силичів (відміна герба Лопот та Корчак

- Оникій Силич